# Битва при Мегиддо (XV век до н. э.)
Битва при Мегиддо — сражение между войском Древнего Египта, возглавляемым фараоном Тутмосом III, и объединённой коалицией князей Северной Сирии и Ханаана, в союзе с Митанни. Произошло к северо-западу от ханаанского города Мегиддо, на 23-году правления Тутмоса III; по разным источникам, датируется 26 апреля 1457 года до н. э. (по «низкой хронологии»), 11 мая 1468 года до н. э., 1479 годом до н. э., 16 мая 1482 до н. э. (по «высокой хронологии»), 1502 годом до н. э..
Описание битвы при Мегиддо входило в выдержки из «Анналов Тутмоса III» придворного хрониста Танини, сопровождавшего фараона во всех его семнадцати походах, сохранившиеся в карнакском храме Амона, в Зале анналов. Битва при Мегиддо в ходе первого похода Тутмоса III отнесена там к 23-му году правления фараона. Таким образом, она является первым в истории подробно описанным вооружённым столкновением.
В дальнейших битвах древности и новейшего времени окрестности Мегиддо неоднократно становились полем боя, вплоть до того, что Армагеддон («гора Мегиддо») в эсхатологических представлениях авраамических религий называется местом последней битвы добра со злом.

## История
В конце правления египетской женщины-фараона Хатшепсут, бывшей соправительницей Тутмоса III и контролировавшей при жизни египетскую политику, на территории Северной Сирии начинают созревать враждебные Египту коалиции из местных царьков и князей, ставивших своей целью завоевание страны на Ниле, как это за 200 лет до того удалось гиксосам. Эти силы возглавил царь области вокруг сильно укреплённого города Кадеш, вступивший также в союз с государством Митанни и царём города-крепости Мегиддо. Всего же, по данным из Карнака, в антиегипетском союзе участвовали 330 азиатских правителей, что современные исследователи считают преувеличением.
Для подавления бросивших вызов Египту правителей Восточного Средиземноморья Тутмос III, ставший после смерти Хатшепсут единоличным правителем, собрал армию, включавшую пехоту, вооружённую составными луками, хопешами и боевыми секирами, а также боевые колесницы, которые, однако, являлись тогда для египтян новшеством, в силу чего число их не было большим. 31 марта 1457 года до н. э. Тутмос III выступил во главе своей армии из пограничной крепости Тиару. Через 9 дней он вступил в Газу. 21 апреля египетские войска достигли города Джехем. Здесь стало известно, что царь Кадеша объединил под своим началом силы всех зависимых прежде от Египта территорий в Северной Сирии, Ханаане и на Верхнем Евфрате, и ожидает подхода армии Тутмоса у Мегиддо.

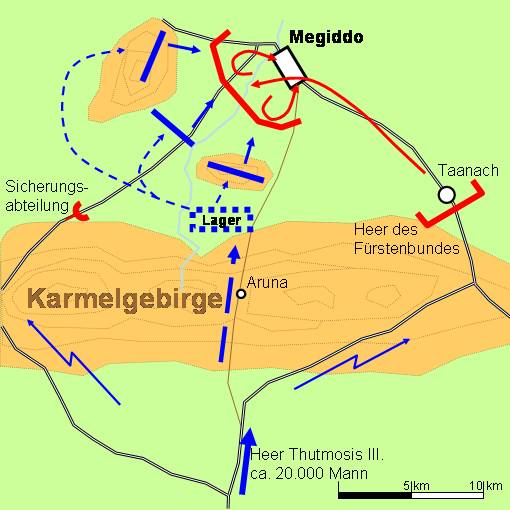
ход битвы: — египтяне

Вопреки советам своих военачальников, предложивших на военном совете в Джехеме совершить обходной манёвр по широкой дороге, фараон приказал войскам двинуться на Мегиддо кратчайшим путём: через ущелье гор Кармель. В качестве основного мотива Тутмос выдвинул моральный фактор, упирая на нежелание выглядеть перед врагами нерешительным трусом. Несмотря на всю опасность его смелого решения, манёвр удался, и египетская армия оказалась у стен Мегиддо, выйдя как раз между северным и южным флангами войска коалиции. Застигнутые врасплох, после короткого боя воины из Сирии укрылись в крепости Мегиддо. На поле ими оказались оставлены боевые колесницы, лошади, многочисленные ценности, так как горожане Мегиддо побоялись открыть ворота и втягивали своих воинов на стены крепости с помощью связанных одежд и верёвок. Хотя и царь Мегиддо, и царь Кадеша смогли таким образом спастись, в плен попал сын царя Кадеша. Египтяне же, вместо того, чтобы преследовать убегающего врага и попытаться взять город — занялись сбором трофеев.
Богатая добыча, захваченная египтянами в брошенном вражеском лагере, не произвела на фараона впечатления — он обратился к своим солдатам с воодушевляющей речью, в которой доказал жизненную необходимость взятия Мегиддо: «Если бы вы вслед за этим взяли город, то я совершил бы сегодня (богатое приношение) Ра, потому что вожди каждой страны, которые восстали, заперты в этом городе и потому что пленение Мегиддо подобно взятию тысячи городов».
Так что после празднования победы египтяне были вынуждены перейти к длительной осаде Мегиддо, продолжавшейся несколько месяцев — о продолжительности осады мы можем судить по тому, что египтяне успели собрать урожай на окрестных полях. Город Мегиддо был обнесён египетской осадной стеной, получившей название «Менхеперра (тронное имя Тутмоса III), овладевший равниной азиатов», из получившейся крепости осадой руководил сам фараон Тутмос. За время осады к Тутмосу прибывали с данью правители сирийских городов, избежавшие окружения в Мегиддо. «И вот владетели этой страны приползли на своих животах поклониться славе его величества и вымолить дыхание своим ноздрям [то есть подарить им жизнь], потому что велика сила его руки и велика его власть. И простил фараон чужеземных царей».
После осады, длившейся, по различным данным, от 4 до 7 месяцев, коалиция признала себя побеждённой. Участвовавшие в ней царьки и князья были вынуждены отныне платить Египту дань. Добыча египтян среди прочего составляла: «340 пленных, 2041 лошадь, 191 жеребёнка, 6 племенных коней, 2 боевые колесницы, украшенные золотом, 922 обычные боевые колесницы, 1 панцирь из бронзы, 200 кожаных панцирей, 502 боевых лука, 7 шатровых столбов, украшенных серебром и принадлежавших царю Кадеша, 1929 голов скота, 2000 коз, 20 500 овец и 207 300 мешков муки». Побеждённые также признали верховенство правителей Египта и принесли ему клятву верности. Тутмос III помиловал пленённых правителей, но отправил их по домам верхом на ослах с позором.

## Последствия
На стене Третьего пилона сохранился почти полный список сирийских и ханаанских городов, входящих в союз, разгромленный фараоном у Мегиддо. Список содержит 119 названий, включая такие известные города как Кадеш, Мегиддо, Хамат, Дамаск, Хацор, Акко, Берит, Иоппия, Афек, Таанах и многие другие. Тут же помещена надпись: 

«Это описание жителей земли верхнего Рутену, которые взяты были в плен (буквально „пойманы“) в неприятельском городе Мегиддо. Его святейшество увёл детей их живыми пленными в город и крепость Сухен в Фивах, во время своего победоносного похода, как повелел ему отец его Амон, который руководит им по правому пути».
Рассказ о первом походе Тутмоса III заканчивается изображением триумфа фараона, вернувшегося в Фивы со своим войском. В честь своей грандиозной победы Тутмос III устроил в столице три праздника, продолжавшиеся по 5 дней. В ходе этих праздников фараон щедро одарил своих военачальников и отличившихся солдат, а также храмы. В частности, во время главного 11-дневного праздника, посвящённого Амону, — Опет, — Тутмос III передал храму Амона три захваченных в Южной Финикии города (Инуаму, Иниугаса и Хуренкару, точное местонахождение которых неизвестно), а также обширные владения в самом Египте, на которых работали захваченные в Азии пленные.
С битвы при Мегиддо начались семнадцать победоносных кампаний Тутмоса III в Передней Азии, расширивших границы Египта до невиданных ранее размеров и установивших его гегемонию на Ближнем Востоке.